# فضاء مماس
الفضاء المُمَاسّ (بالإنجليزية: Tangent Space)‏ لِمُتَعَدِّدِ طَيَّاتٍ (Manifold) في نقطةٍ ما هو فضاءٌ متجهي (Vector Space) يُعَمِّمُ مَفْهُومَ الخطِّ المُمَاسِّ للمُنحنياتِ والمُستوى المُمَاسِّ للسُّطوحِ إلى أبعادٍ أعلى. وأما فيزيائيًا، فهو فضاءُ السُّرُعاتِ المُحتملةِ كافةً لِجُسَيْمٍ يتحرَّكُ على هذا المُتَعَدِّدِ عندَ تلكَ النُقطة.

## وصف غير رسمي

تمثيل تصويري للفضاء المماس لنقطة واحدة، x، على كرة. يمكن لمتجه في هذا الفضاء المماس أن يُمثّل سرعة محتملة عند النقطة x. بعد التحرك في هذا الاتجاه إلى نقطة قريبة أخرى، فإن السرعة عندئذٍ ستكون ممثلة بمتجه في الفضاء المماس لتلك النقطة القريبة—وهو فضاء مماس مختلف، غير ظاهر في الصورة.

## تعريف رسمي
لتكن x نقطة في المنطوي المتراص M ذي n-بعد، والنقطة x مماسة لصورة من R^n و المنطوي M فأن النتيجة في هذا التركيب تسمى فضاء مماس للمنطوي M عند النقطة x ويرمز له بالرمز T_xM وإذا كانت gamma هو منحني يمر بالنقطة x , فأن مشتقة gamma عند النقطة x هو متجه في فضاء المماس T_xM